# Discografia de The Velvet Underground

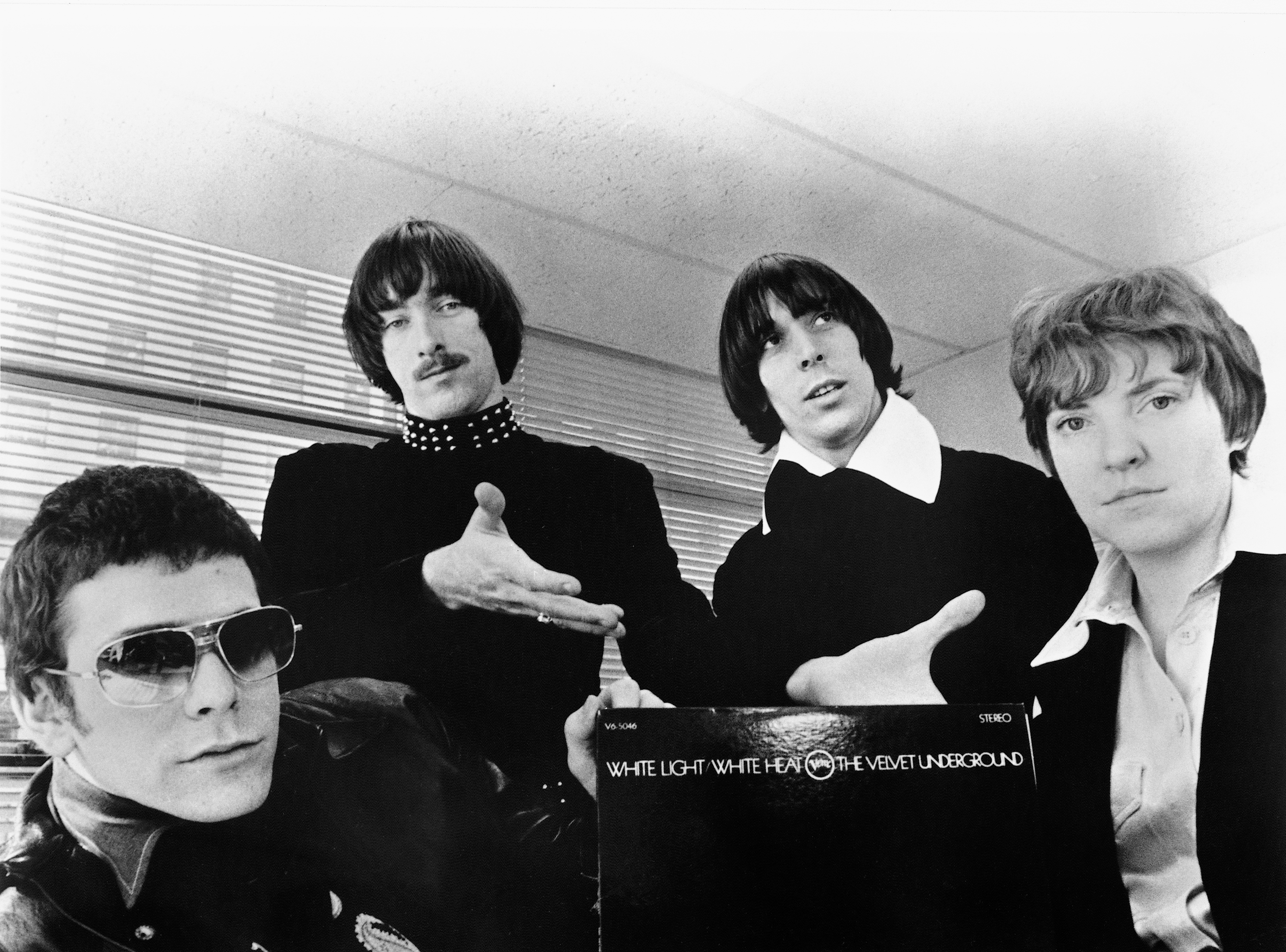
Uma foto publicitária da banda por volta de 1968, promovendo seu segundo álbum White Light/White Heat.

The Velvet Underground foi uma banda de rock americana formada em Nova Iorque em 1964.
A discografia do The Velvet Underground consiste em cinco álbuns de estúdio, seis álbuns ao vivo quatorze álbuns de compilação, onze singles e onze box sets.
| Discografia de The Velvet Underground | Discografia de The Velvet Underground |
| ------------------------------------- | ------------------------------------- |
| Álbuns de estúdio                     | 5                                     |
| Álbuns ao vivo                        | 6                                     |
| Coletâneas                            | 14                                    |
| Singles                               | 11                                    |
| Box sets                              | 11                                    |

## Álbuns

### Álbuns de estúdio
| Ano                                                  | Detalhes                                                                                                  | Posições de pico nas paradas | Posições de pico nas paradas | Posições de pico nas paradas | Posições de pico nas paradas | Posições de pico nas paradas | Posições de pico nas paradas | Posições de pico nas paradas | Posições de pico nas paradas | Posições de pico nas paradas | Posições de pico nas paradas | Certificações |
| Ano                                                  | Detalhes                                                                                                  | US                           | AUS                          | AUT                          | CAN                          | FRA                          | DE                           | NLD                          | NZ                           | NOR                          | UK                           | Certificações |
| ---------------------------------------------------- | --- | ---------------------------- | ---------------------------- | ---------------------------- | ---------------------------- | ---------------------------- | ---------------------------- | ---------------------------- | ---------------------------- | ---------------------------- | ---------------------------- | ------------- |
| 1967                                                 | The Velvet Underground & Nico - Lançamento: 12 de Março de 1967 - Gravadora: Verve - Formatos: CD, FC, LP | 129                          | —                            | —                            | —                            | 164                          | 89                           | 58                           | —                            | 40                           | 43                           | - UK: Platina |
| 1968                                                 | White Light/White Heat - Lançamento: 30 de Janeiro de 1968 - Gravadora: Verve - Formatos: CD, FC, LP      | 199                          | —                            | —                            | —                            | —                            | —                            | —                            | —                            | —                            | —                            | - UK: Prata   |
| 1969                                                 | The Velvet Underground - Lançamento: Março de 1969 - Gravadora: Verve - Formatos: CD, FC, LP              | 197                          | —                            | —                            | —                            | —                            | —                            | —                            | —                            | —                            | —                            | - UK: Ouro    |
| 1970                                                 | Loaded - Lançamento: 15 de Novembro de 1970 - Gravadora: Atlantic - Formatos: CD, FC, LP                  | 202                          | —                            | —                            | —                            | 188                          | —                            | —                            | —                            | —                            | —                            |               |
| 1973                                                 | Squeeze - Lançamento: Fevereiro de 1973 - Gravadora: Polydor - Formato: LP                                | —                            | —                            | —                            | —                            | —                            | —                            | —                            | —                            | —                            | —                            |               |
| "—" denota lançamentos que não entraram nas paradas. | |                              |                              |                              |                              |                              |                              |                              |                              |                              |                              |               |

### Álbuns ao vivo
| 1972                                                 | Live at Max's Kansas City - Lançamento: 30 de Maio de 1972 - Gravadora: Cotillion - Formatos: CD, FC, LP | —   | — | — | — | — | — | — | —  | — | —  |  |
| 1974                                                 | 1969: The Velvet Underground Live - Lançamento: Setembro de 1974 - Gravadora: Mercury - Formatos: CD, LP | 201 | — | — | — | — | — | — | 31 | — | —  |  |
| 1993                                                 | Live MCMXCIII - Lançamento: 26 de Novembro de 1993 - Gravadora: Warner Bros. - Formatos: CD, FC          | 180 | — | — | — | — | — | — | —  | — | 70 |  |
| 2001                                                 | Final V.U. 1971–1973 - Lançamento: Agosto de 2001 - Gravadora: Captain Trip - Formato: CD                | —   | — | — | — | — | — | — | —  | — | —  |  |
| 2001                                                 | The Quine Tapes - Lançamento: 16 de Outubro de 2001 - Gravadora: Polydor - Formato: CD                   | —   | — | — | — | — | — | — | —  | — | —  |  |
| 2015                                                 | The Complete Matrix Tapes - Lançamento: 20 de Novembro de 2015 - Gravadora: Polydor - Formato: CD        | —   | — | — | — | — | — | — | —  | — | —  |  |
| "—" denota lançamentos que não entraram nas paradas. | |     |   |   |   |   |   |   |    |   |    |  |

### Coletâneas
| 1970                                                 | Velvet Underground - Lançamento: 1970 - Gravadora: MGM GAS-131 - Formato: LP                                                                          | —  | — | — | — | — | — | — | —  | —  | —  |             |
| 1971                                                 | Andy Warhol's Velvet Underground featuring Nico - Lançamento: 1971 - Gravadora: MGM - Formato: LP                                                     | —  | — | — | — | — | — | — | —  | —  | —  |             |
| 1985                                                 | VU - Lançamento: Fevereiro de 1985 - Gravadora: Verve - Formatos: CD, LP                                                                              | 85 | — | — | — | — | — | — | 16 | —  | 47 |             |
| 1986                                                 | Another View - Lançamento: Setembro de 1986 - Gravadora: Verve - Formatos: CD, FC, LP                                                                 | —  | — | — | — | — | — | — | —  | —  | —  |             |
| 1989                                                 | The Best of The Velvet Underground: Words and Music of Lou Reed - Lançamento: Outubro de 1989 - Gravadora: Verve - Formatos: CD, FC, LP               | —  | — | — | — | — | — | — | —  | —  | —  | - UK: Prata |
| 1991                                                 | Chronicles - Lançamento: 1991 - Gravadora: Mercury - Format: CD, CS, LP                                                                               | —  | — | — | — | — | — | — | —  | —  | —  |             |
| 1995                                                 | The Best of Lou Reed & The Velvet Underground - Lançamento: 1995 - Gravadora: Global Rad - Formatos: CD, FC, LP                                       | —  | — | — | — | — | — | — | —  | —  | 56 | - UK: Ouro  |
| 1997                                                 | Fully Loaded - Lançamento: 18 de Fevereiro de 1997 - Gravadora: Rhino - Formato: CD                                                                   | —  | — | — | — | — | — | — | —  | —  | —  |             |
| 2000                                                 | 20th Century Masters – The Millennium Collection: The Best of The Velvet Underground - Lançamento: Outubro de 2000 - Gravadora: Polydor - Formato: CD | —  | — | — | — | — | — | — | —  | —  | —  |             |
| 2001                                                 | Rock and Roll: An Introduction to The Velvet Underground - Lançamento: 2 de Julho de 2001 - Gravadora: Polydor - Formato: CD                          | —  | — | — | — | — | — | — | —  | —  | —  |             |
| 2002                                                 | The Velvet Underground & Nico (Deluxe Edition) - Lançamento: 25 de Junho de 2002 - Gravadora: Verve - Formatos: CD, LP                                | —  | — | — | — | — | — | — | —  | 40 | 59 |             |
| 2003                                                 | The Very Best of the Velvet Underground - Lançamento: 31 de Março de 2003 - Gravadora: Polydor - Formato: CD                                          | —  | — | — | — | — | — | — | —  | —  | —  | - UK: Prata |
| 2005                                                 | Gold - Lançamento: 14 de Junho de 2005 - Gravadora: Polydor - Formato: CD                                                                             | —  | — | — | — | — | — | — | —  | —  | —  |             |
| 2008                                                 | Playlist Plus - Lançamento: 29 de Abril de 2008 - Gravadora: Polydor - Formato: CD                                                                    | —  | — | — | — | — | — | — | —  | —  | —  |             |
| "—" denota lançamentos que não entraram nas paradas. | |    |   |   |   |   |   |   |    |    |    |             |

### Box sets
| 1993                                                 | What Goes On - Lançamento: 1993 - Gravadora: Raven - Formato: CD                                                     | — | — | — | — | — | — | — | — | — | — |  |
| 1995                                                 | Peel Slowly and See - Lançamento: 26 de Setembro de 1995 - Gravadora: Polydor - Formato: CD                          | — | — | — | — | — | — | — | — | — | — |  |
| 2001                                                 | Final V.U. - Lançamento: 2001 - Gravadora: Captain Trip - Formato: CD                                                | — | — | — | — | — | — | — | — | — | — |  |
| 2012                                                 | The Velvet Underground & Nico 45th Anniversary - Lançamento: 1 de Outubro de 2012 - Gravadora: Polydor - Formato: CD | — | — | — | — | — | — | — | — | — | — |  |
| 2013                                                 | White Light/White Heat 45th Anniversary - Lançamento: 3 de Dezembro de 2013 - Gravadora: Polydor - Formato: CD       | — | — | — | — | — | — | — | — | — | — |  |
| 2014                                                 | The Velvet Underground 45th Anniversary - Lançamento: 24 de Novembro de 2014 - Gravadora: Polydor - Formato: CD      | — | — | — | — | — | — | — | — | — | — |  |
| 2015                                                 | Loaded 45th Anniversary - Lançamento: 30 de Outubro de 2015 - Gravadora: Rhino / Atlantic - Formato: CD              | — | — | — | — | — | — | — | — | — | — |  |
| "—" denota lançamentos que não entraram nas paradas. | |   |   |   |   |   |   |   |   |   |   |  |

## Singles
| Ano  | Canções (Lado A e Lado B) | Álbuns                        | Ref(s) |
| ---- | --- | ----------------------------- | ------ |
| 1966 | "All Tomorrow's Parties" (edit) / "I'll Be Your Mirror"                                                                             | The Velvet Underground & Nico | [ 13 ] |
| 1966 | "Sunday Morning" / "Femme Fatale" (FRA #174)                                                                                        | The Velvet Underground & Nico | [ 13 ] |
| 1968 | "White Light/White Heat" / "Here She Comes Now"                                                                                     | White Light/White Heat        | [ 13 ] |
| 1968 | "I Heard Her Call My Name" / "Here She Comes Now"                                                                                   | White Light/White Heat        | [ 13 ] |
| 1969 | "What Goes On" (edit) / "Jesus" (radio single - versão mono)                                                                        | The Velvet Underground        | [ 13 ] |
| 1969 | "The Velvet Underground" (anúncio de rádio distribuído para estações de rádio com trechos de The Velvet Underground)                | The Velvet Underground        | [ 13 ] |
| 1971 | "Who Loves the Sun" / "Oh! Sweet Nuthin'"                                                                                           | Loaded                        | [ 13 ] |
| 1971 | "Who Loves the Sun (mono)" / "Who Loves the Sun (estéreo)"                                                                          | Loaded                        | [ 13 ] |
| 1971 | "Who Loves the Sun" / "Sweet Jane" (Lançado apenas no Reino Unido)                                                                  | Loaded                        | [ 13 ] |
| 1973 | "Sweet Jane" / "Rock and Roll" (FRA #96)                                                                                            | Loaded                        | [ 13 ] |
| 1973 | "I'm Waiting for the Man" / "Run Run Run" / "Candy Says" (Lançado apenas no Reino Unido)                                            | Loaded                        | [ 13 ] |
| 1973 | "I'm Waiting for the Man" / "Candy Says" / "White Light/White Heat" (Lançado apenas nos Países Baixos)                              | Loaded                        | [ 13 ] |
| 1985 | "Foggy Notion" (edit) / "I Can't Stand It" (promocional)                                                                            | VU                            | [ 13 ] |
| 1988 | "I'm Waiting for the Man" / "Heroin" (Lançado apenas no Reino Unido)                                                                | Singles não-álbum             | [ 13 ] |
| 1988 | "Venus in Furs" / "All Tomorrow Parties" (Lançado apenas no Reino Unido)                                                            | Singles não-álbum             | [ 13 ] |
| 1993 | "I'm Waiting for the Man" / "Pale Blue Eyes" / "White Light/White Heat" / "Sweet Jane" (Lançado apenas no Reino Unido, promocional) | Singles não-álbum             | [ 13 ] |
| 1993 | "Venus in Furs" / "I'm Waiting for the Man" (Lançado apenas na França)                                                              | Live MCMXCIII                 | [ 13 ] |
| 1994 | "Venus in Furs" (Live edit) / "Sweet Jane" (Live), "Heroin" (Live), "I'm Waiting for the Man" (Live) (UK #71)                       | Singles não-álbum             | [ 13 ] |
| 2009 | "We're Gonna Have a Real Good Time Together" / "If You Close the Door (After Hours)"                                                | Singles não-álbum             | [ 13 ] |